# محمد حبيب البدر
محمد حبيب حسن بدر مواليد دولة الكويت (1931 - 4 مايو 2010) ، نائب سابق في مجلس الامة الكويتي ، شارك في انتخابات مجلس الأمة الكويتي عام 1975 عن الدائرة السادسة القادسية ونال علي (785) صوت، وحصل علي المركز الثالث ونجح بالانتخابات، كما شارك في انتخابات مجلس الأمة الكويتي عام 1981 عن الدائرة الخامسة القادسية ونال علي (484) صوت، وحصل علي المركز الأول ونجح بالانتخابات.